# Ircinia wistarii
Ircinia wistarii är en svampdjursart som beskrevs av Wilkinson 1978. Ircinia wistarii ingår i släktet Ircinia och familjen Irciniidae. Inga underarter finns listade i Catalogue of Life.